# Tuomas Ollila
Tuomas Ollila (Helsinki, 25 de abril de 2000) es un futbolista finlandés que juega en la demarcación de defensa para el Paris F. C. de la Ligue 1.

## Selección nacional
Tras jugar en las categorías inferiores de la selección, finalmente hizo su debut con la selección de fútbol de Finlandia el 17 de noviembre de 2022 en un encuentro amistoso contra Macedonia del Norte que finalizó con un resultado de empate a uno tras el gol de Oliver Antman para Finlandia, y de Enis Bardi para Macedonia del Norte.

## Clubes
| Club               | País      | Año       | Partidos | Goles |
| ------------------ | --------- | --------- | -------- | ----- |
| Klubi-04           | Finlandia | 2017-2019 | 21       | 0     |
| KTP                | Finlandia | 2019-2020 | 43       | 3     |
| FC Ilves Tampere/2 | Finlandia | 2021      | 1        | 0     |
| FC Ilves Tampere   | Finlandia | 2021-2022 | 50       | 10    |
| HJK Helsinki       | Finlandia | 2023-2024 | 39       | 10    |
| Paris F. C.        | Francia   | 2024-     | 35       | 2     |

## Palmarés

### Títulos nacionales
| Título                       | Club         | País      | Año  |
| ---------------------------- | ------------ | --------- | ---- |
| Copa de la Liga de Finlandia | HJK Helsinki | Finlandia | 2023 |
| Veikkausliiga                | HJK Helsinki | Finlandia | 2023 |